# Habitatge a la plaça Major, 20 (Santa Maria de Palautordera)
L'Habitatge a la plaça Major, 20 és una obra eclèctica de Santa Maria de Palautordera (Vallès Oriental) protegida com a Bé Cultural d'Interès Local.

## Descripció
Edifici entre parets mitgeres. Consta de planta baixa i dos pisos. La composició de la façana és clàssica, vertical, per un costat hi ha la porta d'entrada i a sobre els balcons i per l'altra finestres allargades. El coronament de la façana és una barana, en ella hi ha al mig un cos amb la data de la construcció i en els extrems unes estàtues. La façana havia estat decorada per pintures.

## Història
Aquest edifici fou construït l'any 1900 com posa la data inscrita a la barana que corona la façana. És un edifici de tipus clàssic, tal com defineix la seva composició dels elements formals.
Està una mica malmesa, sobretot la façana, la qual no ha sofert cap restauració i s'està perdent tots els dibuixos que la decoraven.